# Marian Godlewski

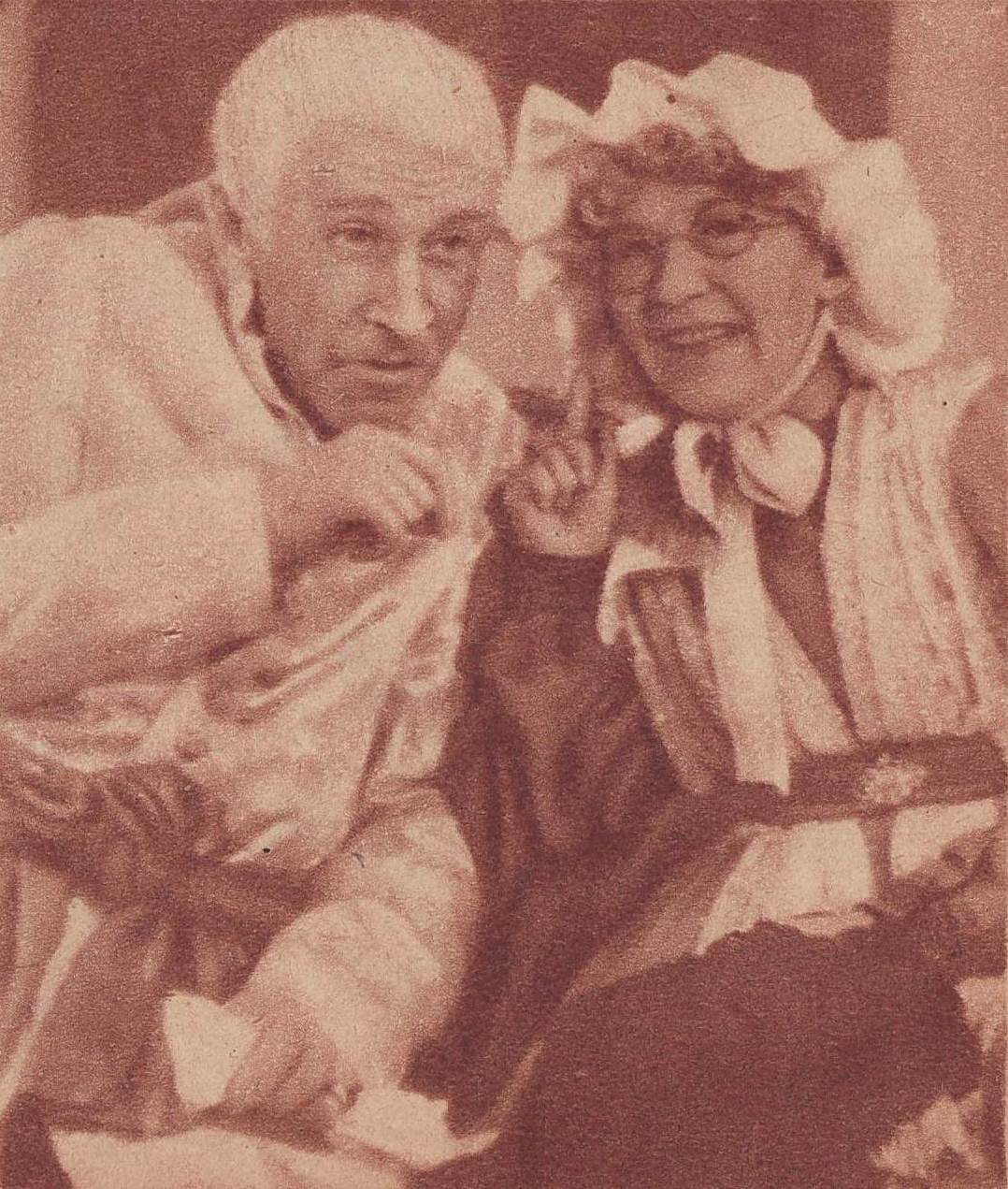
Marian Godlewski i Zofia Galicka w sztuce „Pan Jowialski” (1946)

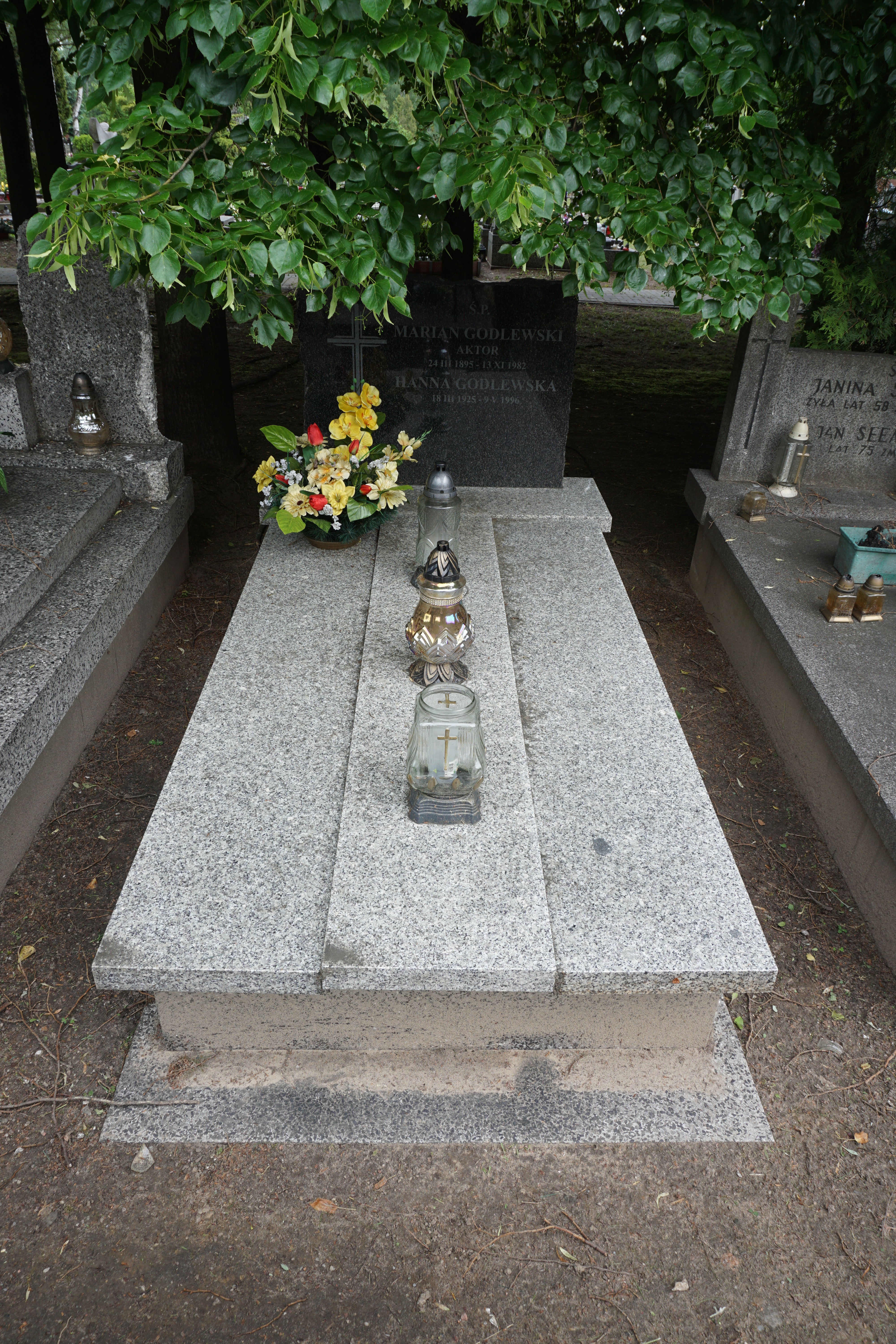
Grób Mariana Godlewskiego na cmentarzu komunalnym Północnym

Marian Godlewski (ur. 24 marca 1895 w Warszawie, zm. 13 listopada 1982 tamże) – polski aktor, reżyser teatralny, pedagog. 

## Życiorys
Ukończył Szkołę Dramatyczną w Warszawie w 1920. W okresie międzywojennym występował w teatrach Wilna, Warszawy, Poznania, i Katowic. Po zakończeniu II wojny światowej zajmował kierownicze stanowiska w teatrach w Jeleniej Górze, we Wrocławiu i w Szczecinie. Od roku 1954 objął kierownictwo w Państwowym Teatrze Ziemi Opolskiej (PTZO) w Opolu. W latach 1956–69 był również dyrektorem teatru.
Laureat Wojewódzkiej Nagrody Artystycznej za rok 1958.
Zmarł w 1982, pochowany na cmentarzu komunalnym Północnym w Warszawie (kwatera E-XI-1-3-8).

## Kariera zawodowa
- Teatr Polski Grodno 1939–1940 aktor
- Teatr Polski (siedziba Białystok) Grodno 1940–1941 aktor
- Wojewódzki Teatr Dolnośląski Jelenia Góra 1945–1946 aktor-reżyser
- Teatr Dolnośląski Wrocław 1946–1948 kierownik artystyczny
- Teatr Młodego Widza Wrocław 1948–1951 kierownik artystyczny
- Teatry Dramatyczne Szczecin 1951–1956 aktor-reżyser
- Teatry Dramatyczne Szczecin 1951–1951 kierownik artystyczny
- Teatr Ziemi Opolskiej Opole 1956–1963 dyrektor naczelny i artystyczny

## Filmografia
- 1977 – Śmierć prezydenta jako Bolesław Limanowski, senator PPS
- 1973 – Żółw jako staruszek
- 1973 – Fernando i humaniści jako ksiądz proboszcz
- 1970 – Album polski jako niemiecki profesor

## Ordery i odznaczenia
- Krzyż Oficerski Orderu Odrodzenia Polski (1960)
- Złoty Krzyż Zasługi (10 maja 1946)[2]
- Medal 10-lecia Polski Ludowej (1955)